# Biserica „Adormirea Maicii Domnului” din Micăuți
Biserica „Adormirea Maicii Domnului” este o biserică amplasată în Micăuți, raionul Strășeni, Republica Moldova. Este un monument arhitectural de importanță națională inclus în Registrul monumentelor Republicii Moldova ocrotite de stat cu nr. 1391 (raionul Strășeni). Datează din 1830.